# آيتشا إشلدار آك
آيتشا إشلدار آك (بالتركية: Ayça Işıldar Ak)‏ (ولدت في 3 فبراير عام 1980 في مدينة أنقرة) ممثلة مسرحية ومدبلجة تركية.

## عنها
أنهت آيتشا إشلدار تعليمها الإبتدائي والإعدادي والثانوي في مدينة بورصة. وخلال أعوام 1997 – 2001 قد تخرجت آيتشا إشلدار من فرع الفن الأساسي بالأعمال الأدبية الدرامية بقسم المسرح في كلية الآداب في جامعة أنقرة. وفي عام 2002 أحرزت آيتشا إشلدار درجة الماجستير في الدراما الإبداعية في كلية العلوم التربوية بجامعة أنقرة. وفي عام 2005 أنجزت آيتشا إشلدار الدراسات العليا.

## دخولهاعالمالتمثيل
لقد مثلت آيتشا إشلدار آك في المسلسلات التلفزيونية والمسلسلات المدبلجة بجانب المسرح. وفي عام 2001 قد أسست آيتشا إشلدار فرقة مسرحية بعنوان «حلبة قتال اللهو والصخب» مع أصدقائها من قسم المسرح بكلية الآداب. وقد قدمت مسرحيات كرائدة للمسرح الإرتجاعي في تركيا وذلك سوياً مع هذه الفرقة. وعلاوة على ذلك قامت آيتشا إشلدار بتدريس ما يتعلق بالمسرح للشباب وقد قامت بتدريس المسرح والدراما الإبداعية في مركز التعليم العام بتشانكايا وفي مدرسة ماماك الأناضولية الثانوية. وتقدم آيتشا إشلدار الآن مسرحيات مع فرقة «حلبة قتال اللهو والصخب». وتُعرض هذه المسرحيات على الشاشات مع برنامج تلفزيوني بعنوان «عرض مسرحية على التو».

## التعليقالصوتي
•	عام 2006 – دبلجة كتاب صوتي من جانب دار نشر تشينار
•	عام 2004 – 2006 تعليق صوتي على إعلان تلفزيوني وإذاعي
•	عام 2004 دبلجة تلفزيونية بإستوديو الدبلجة بروميديا
•	عام 2004 دبلجة تلفزيونية بإستوديو الدبلجة «الذروة»
•	عام 2004 دبلجة إعلان إذاعي بعنوان «راديو الحياة»
•	عام 2002 – 2003 دبلجة إعلان إذاعي بوكالة الإعلان بعنوان «أصدقاء الليلة»
•	عام 2006 دبلجة مسرحية إذاعية بعنوان «إذهب بدون إسعاده» براديو إسطنبول تي أر تي

## المهرجاناتالتي شاركت بها
•	عام 1998 مهرجان مسرح الهواة الدولي في دنيزلي
•	عام 2000 مهرجان المسرح الدولي في أنقرة
•	عام 2002 مهرجان مسرح الطفولة والشباب الدولي في بورصة
•	عام 2003 مهرجان الشباب الدولي في أنقرة
•	عام 2003 مهرجان المسرح الدولي في أنقرة
•	عام 2003 مهرجان مسرح الهواة الدولي في دنيزلي
•	عام 2003 اجتماع المبادرة المدنية التركية اليونانية في فتحية
•	عام 2004 اجتماع المسرح الأول في أنقرة
•	عام 2004 مهرجان مسرح إسطنبول الدولي

## الموسيقى
•	كانت إحدى الخامسة والأربعون فنان الذين شاركوا في مشروع التمثيل من أجل الطبيعة ودبلجة أغنية شعبية بعنوان الحب المجنون
•	دبلجة أغنية شعبية بعنوان «أيها الانحياز» سوياً مع أوزلم توراي صديقها من فرقة «حلبة قتال اللهم والصخب»
•	دبلجة أغنية بعنوان «القندول» سوياً مع أيبن مغني الراب وأوزلم توراي صديقها من فرقة «حلبة قتال اللهو والصخب»

## التلفزيون
•	عام 2005 إذا أرادت المرأة (ستار تي في)
•	عام 2005 أربعة وعشرون ساعة (ستار)
•	عام 2007 عرض مسرحية على التو (فوكس تي في)